# Höversbytunneln
Höversbytunneln var den enda tunneln på det smalspåriga järnvägsnätet i Östergötland och byggdes av Norsholm–Bersbo järnväg. Senare övergick ägande och drift till NVHJ AB. Tunneln ligger en knapp kilometer söder om Höversby, i närheten av Losjön. Efter att trafiken upphört revs spåret upp 1964. Även på Smålandsdelen av NVHJ fanns en tunnel, belägen mellan Storsjö och Blidstena (nuvarande Tjustbanan). Taket till denna revs dock för att utöka lastprofilen i samband med att järnvägen breddades på 1960-talet och numera finns endast en bergsskärning på platsen. Gamlebytunneln på Tjustbanan söder om Gamleby byggdes under SJ-tiden.

## Källa
1. ↑  ”NVHJ – Höversbytunneln”. Geocaching.com. http://www.geocaching.com/seek/cache_details.aspx?guid=f9792a80-8de8-4c83-b500-4d7d677747a4&log=y&decrypt=. Läst 26 juli 2011.